# Dyrehaven
Dyrehaven ou Jægersborg Dyrehave (en français « parc des cervidés ») est un parc forestier de 11 km2 situé au nord de Copenhague au Danemark sur la municipalité de Klampenborg dans la commune de Gentofte.

## Présentation
La forêt de Dyrehaven est une ancienne réserve de chasse royale au gros gibier. Le parc est aujourd'hui aménagé pour accueillir les promeneurs. En 2015, il est inscrit, avec deux autres sites, sur la liste du patrimoine mondial de l'UNESCO au sein du bien intitulé « Le paysage de chasse à courre de Zélande du Nord ».
La faune est essentiellement constituée de cervidés. On compte environ 300 cerfs élaphes, 1 700 daims et une centaine de cerfs Sika.
Le parc est également un lieu pour la course à pied de type marathonien ainsi que pour le sport hippique avec des courses de steeple-chase.
À proximité du parc se trouve le menhir de Jægersborg.